# Willie Sojourner
Willard Leon Sojourner, detto Willie (Filadelfia, 10 settembre 1948 – Rieti, 20 ottobre 2005), è stato un cestista statunitense, professionista nella ABA e in Italia.
Ha ricoperto il ruolo di centro nella Sebastiani Rieti per sei stagioni vincendo una Coppa Korać.

## Biografia

### La carriera negli USA
Willard Leon (Willie) Sojourner è nato a Filadelfia nel 1948, la sua carriera a livello scolastico è passata per il liceo di Germantown per arrivare alla Weber State University dove ha realizzato 19,3 punti e catturato 14,1 rimbalzi di media; scelto nel 1971 al secondo giro dai Chicago Bulls non ebbe mai l'opportunità di giocare nella NBA e passò alla lega rivale della ABA dove disputò quattro stagioni, due nei Virginia Squires e due nei New York Nets con cui vinse nel 1974 il titolo ABA. Nei quattro anni tra i professionisti ha segnato in media 6 punti e catturato 4,8 rimbalzi a partita. In tutta la carriera tra i pro è stato compagno di squadra di Julius Erving di cui era grande amico e per cui ha coniato il famoso soprannome "Doctor J".
Pur dotato di una buona tecnica e di una discreta elevazione, difettava in termini di atletismo (era alto 205 cm, poco per un centro), così fu tagliato dai New York Nets ed uscì dal giro del basket professionistico.

### L'arrivo in Italia nella Sebastiani
Dopo una stagione nella EBA nei Lancaster Red Roses, arriva la segnalazione di Richard Percudani al Presidente Dr. Renato Milardi. Così il GM Italo Di Fazi e il TM Attilio Pasquetti Rieti cercarono però suo fratello Mike che invece aveva appena firmato per gli Atlanta Hawks. Pasquetti parlò con lui telefonicamente, e quella telefonata è rimasta ormai nella storia.
Willy disse che lui poteva venire al suo posto e così Sojourner, grazie anche alle regole di quel periodo che prevedevano forti limitazioni ai trasferimenti degli stranieri, disputerà sei campionati con la maglia della Sebastiani.
Saranno sei anni molto intensi, la Sebastiani con lo "zio", come verrà affettuosamente soprannominato, arriverà due volte alle semifinali scudetto e due volte alla finale di Coppa Korać di cui una verrà vinta nel 1980 a Liegi.
Autore di grandi giocate, libero dallo stress e dall'eccessiva fisicità del campionato statunitense, saprà esprimersi al meglio dimostrando il suo valore sia tecnico che umano. Giocatore completo dal tiro infallibile dal perimetro, spesso superava l'avversario diretto con il famoso "gancio cielo" che eseguiva alla perfezione. Negli anni di Rieti fece coppia con Cliff Meely, Lee Johnson, Irving Kiffin e Tony Zeno, risultando tra le migliori coppie di cestisti americani mai venuti nel campionato italiano. Leader indiscusso di quella squadra, fu fondamentale anche per la crescita di giovani talenti come Roberto Brunamonti e Domenico Zampolini che vicino a lui ebbero la possibilità di maturare.

### Il ritiro ed il ritorno a Rieti
Finita l'esperienza reatina, Sojourner giocò ancora un anno in Italia (1982/83) all'Italcable Perugia, dopodiché fece perdere le sue tracce, come faceva sempre alla fine di ogni campionato. In tutto, aveva segnato 4799 punti in Serie A.

Willie Sojourner in azione contro l'Olimpia Milano, anni ottanta

Dopo un breve ritorno nel 1992, quando sembrava che gli dovesse essere affidato il settore giovanile della Sebastiani, Sojourner sparì di nuovo tornando a vivere negli Stati Uniti.
Nel 2005, a distanza di oltre dieci anni, Sojourner fu contattato dalla Nuova Sebastiani Basket Rieti (squadra che aveva raccolto l'eredità della AMG Sebastiani dopo che questa aveva cessato l'attività), la quale gli affidò ufficialmente l'incarico di guidare il settore giovanile. Così, il 15 settembre 2005, Sojourner tornò a Rieti accolto come una leggenda vivente dai tifosi. Proprio per la calorosità dell'accoglienza, Sojourner decise di accettare le offerte della società, e rassicurò il pubblico (timoroso di vederlo sparire di nuovo) dicendo che «Willie no parte».
Invece la seconda esperienza reatina di Sojourner durò appena 35 giorni, a causa di un drammatico incidente stradale in cui l'ex cestista perse la vita. La sera del 19 ottobre, mentre tornava a casa percorrendo la via Terminillese nei pressi di Vazia, a causa della pioggia e dell'alta velocità, l'ex campione perse il controllo della sua auto, che si andò a schiantare contro un albero uccidendolo sul colpo. Al suo funerale, che fu officiato dal parroco di Madonna del cuore, don Rino Nicolò, al Palaloniano, l'arena della Sebastiani, parteciparono migliaia di persone oltre che le maggiori personalità del basket reatino.
A pochi mesi dalla sua morte fu deciso di intitolargli il palazzetto, che da quel momento ha preso il nome di PalaSojourner.

### Curiosità
Willard L. Sojourner ha recitato nel film Sbirulino del 1982 con Sandra Mondaini, interpretando se stesso.

## Palmarès
- Campionato ABA: 1

New York Nets: 1974
- 1976: EBA Playoff MVP
- 1980: Vittoria in Coppa Korać
- 1990: entra nella Hall of Fame della Weber State University
- Ventitreesimo per numero di stoppate di sempre ABA